# Czystyłów
Czystyłów – wieś na Ukrainie w rejonie tarnopolskim należącym do obwodu tarnopolskiego, położona nad rzeką Seret.

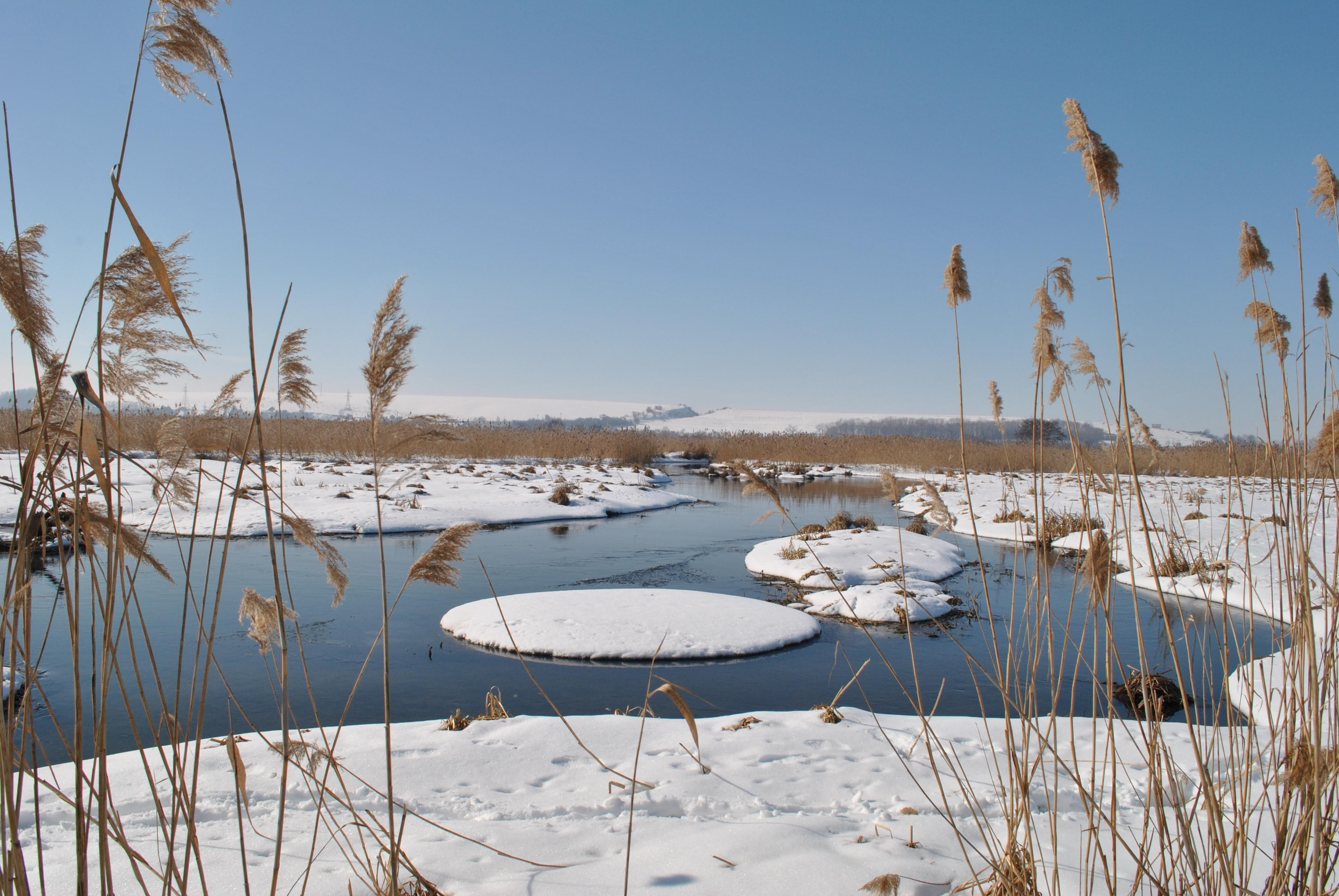
Rzeka Seret w Czystyłowie

Podczas okupacji niemieckiej przez około pół roku (do lipca 1943) we wsi funkcjonował obóz pracy dla Żydów. Pracujący w obozie inżynier Walenty Laxander pomagał więźniom, za co w 1996 roku Instytut Jad Waszem uhonorował go tytułem Sprawiedliwego wśród Narodów Świata. Nagrodę tę otrzymali także mieszkańcy Czystyłowa: rodzeństwo Nakoniecznych (Jan, Franciszka i Marian) oraz rodzina Waszczyszynów (Mychajło, Hanna i Stepan).